# الربيضة
قرية الربيضة وهي قرية تتبع مدينة الدبس وتقع في محافظة كركوك شمال العراق.